# Koh-Lanta
Koh-Lanta é a versão francesa da série Survivor.
A versão francesa é apresentada por Denis Brogniart. Começou em 4 de agosto de 2001, e é transmitida pela TF1, com 12 temporadas regulares e três especiais.
No programa, 16 participantes devem sobreviver em uma ilha desabitada por quarenta dias (vinte dias no caso das temporadas especiais), devendo encontrar água e comida para a sua sobrevivência.
O programa foi interrompido na temporada de 2013 depois da morte de um participante, Gerald Babin, durante o primeiro dia de filmagem no Camboja em 22 de março de 2013. Em seguida, o responsável pela série, Thierry Costa, cometeu suicídio, alegando que era perseguido pela mídia.

## Temporadas

### Temporadas regulares
A duração da série padrão nas temporadas é de quarenta dias.
| Temporada | Temporada                    | Local                                 | Transmissão                                     | Tribos    | Tribos | Vencedor(res)            | Vencedor(res)            |
| --------- | ---------------------------- | ------------------------------------- | ----------------------------------------------- | --------- | ------ | ------------------------ | ------------------------ |
| 1         | Les Aventuriers de Koh-Lanta | Tailândia, Koh Rok                    | 4 de agosto de 2001 a 21 de setembro de 2001    | Lanta-naï | Korok  | Gilles Nicolet           | Gilles Nicolet           |
| 2         | Koh-Lanta : Nicoya           | Costa Rica, Península de Nicoya       | 28 de junho de 2002 a 13 de setembro de 2002    | Ventanas  | Tambor | Amel Fatnassi            | Amel Fatnassi            |
| 3         | Koh-Lanta : Bocas del Toro   | Panamá, Arquipélago de Bocas del Toro | 6 de junho de 2003 a 29 de agosto de 2003       | Machiga   | Boro   | Isabelle Seguin          | Delphine Bano            |
| 4         | Koh-Lanta : Panama           | Panama, Arquipélago de Las Perlas     | 2 de julho de 2004 a 31 de agosto de 2004       | Chapera   | Mogo   | Philippe Bordier         | Philippe Bordier         |
| 5         | Koh-Lanta : Pacific          | Nova Caledônia                        | 1 de julho de 2005 a 6 de setembro de 2005      | Kumo      | Kanawa | Clémence Castel          | Clémence Castel          |
| 6         | Koh-Lanta : Vanuatu          | Vanuatu                               | 21 de julho de 2006 a 5 de setembro de 2005     | Tana      | Mosso  | François-David Cardonnel | François-David Cardonnel |
| 7         | Koh-Lanta : Palawan          | Filipinas, Arquipélago de Palawan     | 29 de junho de 2007 a 11 de setembro de 2007    | Guntao    | Batang | Jade Handi               | Kevin Cuoco              |
| 8         | Koh-Lanta : Caramoan         | Filipinas, Península de Caramoan      | 4 de julho a 20 de setembro de 2008             | Mingao    | Tayak  | Christelle Gauzet        | Christelle Gauzet        |
| 9         | Koh-Lanta : Palau            | Palau, Arquipélago de Palau           | 29 de agosto de 2009 a 30 de outubro de 2009    | Mawaï     | Koror  | Christina Chevry         | Christina Chevry         |
| 10        | Koh-Lanta : Vietnam          | Vietname, ilha Côn Dao                | 17 de setembro de 2010 a 17 de dezembro de 2010 | Vang      | Do     | Philippe Duron           | Philippe Duron           |
| 11        | Koh-Lanta : Raja Ampat       | Indonésia, Arquipélago de Raja Ampa   | 9 de setembro de 2011 a 16 de dezembro de 2011  | Wasaï     | Mambok | Gérard Urdempilleta      | Gérard Urdempilleta      |
| 12        | Koh-Lanta : Malaisie         | Malásia, Arquipélago de Sera Buat     | 5 de novembro de 2012 a 1 de fevereiro de 2013  | Sungaï    | Mawar  | Ugo Lartiche             | Ugo Lartiche             |
| 13        | Koh-Lanta : Camboja          | Camboja                               | Cancelado                                       |           |        |                          |                          |

### Temporadas especiais
A duração da série nas temporadas especiais é de vinte dias.
| Temporada                        | Local                 | Transmissão                                     | Tribos | Tribos  | Vencedor(es)                | Vencedor(es) |
| -------------------------------- | --------------------- | ----------------------------------------------- | ------ | ------- | --------------------------- | ------------ |
| Koh-Lanta, le retour des héros   | Bacia do rio Amazonas | 13 de janeiro de 2009 a 13 de fevereiro de 2009 | Tupan  | Jacaré  | Romuald (Quarta temporada)  |              |
| Koh-Lanta, le choc des héros     | Nova Caledônia        | 26 de março de 2010 a 31 de maio de 2010        | Tiac   | Malabou | Grégoire (sétima temporada) |              |
| Koh-Lanta, la revanche des héros | Camboja               | 6 de abril de 2012 a 1 de junho de 2012         | Klahan | Nekmao  | Bertrand (Oitava temporada) |              |